# Daniel Maté
Daniel Francisco Maté Badenes (geboren 1963/64) ist ein spanischer Milliardär, der einen Anteil von ungefähr 3 % an Glencore hält.
Maté hat einen Abschluss in Volkswirtschaftslehre und Jura von der Universidad de Deusto. Bei Glencore war Maté verantwortlich für die Geschäftsbereiche Zink und Blei. Im Juli 2020 zog sich Maté bei Glencore zurück. Sein Nachfolger wurde Nick Popovic.
Laut Forbes hat Maté ein Gesamtvermögen von 3,7 Milliarden US-Dollar (Stand: April 2022).
Maté ist verheiratet, hat zwei Kinder und lebt im Kanton Schwyz in der Schweiz.